# Live in London (альбом Judas Priest)
Live in London — четвертий живий альбом англійської групи Judas Priest, який вийшов 8 квітня 2003 року.

## Композиції
1. Metal Gods — 4:37
2. Heading Out to the Highway — 4:13
3. Grinder — 4:04
4. A Touch of Evil — 5:58
5. Blood Stained — 5:11
6. Victim of Changes — 10:08
7. The Sentinel — 5:31
8. One on One — 6:05
9. Running Wild — 3:19
10. The Ripper — 3:31
11. Diamonds & Rust — 4:13
12. Feed on Me — 5:25
13. The Green Manalishi — 4:51
14. Beyond the Realms of Death — 7:15
15. Burn in Hell — 5:22
16. Hell Is Home — 5:47
17. Breaking the Law — 2:47
18. Desert Plains — 4:25
19. You've Got Another Thing Comin' — 5:20
20. Turbo Lover — 5:39
21. Painkiller — 7:17
22. The Hellion — 0:36
23. Electric Eye — 3:35
24. United — 2:55
25. Living After Midnight — 5:13
26. Hell Bent for Leather — 5:47

## Склад
- Тім Оуенс — вокал
- К. К. Даунінг — гітара
- Глен Тіптон — гітара
- Ієн Гілл — бас-гітара
- Скот Тревіс — ударні